# 浦和大学短期大学部
浦和大学短期大学部（うらわだいがくたんきだいがくぶ、英語: Urawa University Junior College）は、埼玉県さいたま市緑区に本部を置いていた日本の私立短期大学である。大学の略称は浦短。

## 概観

### 大学全体
- 埼玉県さいたま市緑区に所在した日本の私立短期大学で、設置主体は学校法人九里学園[1]。
- 1987年に浦和短期大学として開学[注 3]。当初は2学科体制だったが、1997年度より3学科[注 4]体制まで拡大する。2003年度入学生より一部縮小され、さらに2006年度以降の入学生よりさらなる縮小があり、1学科体制になる。
- 2020年度の入学生を最後に[注釈 1]、2022年に短期大学としての使命を終える[6]。

### 建学の精神（校訓・理念・学是）
- 大学は実学教育を基礎とした人間形成を教育目標とし、「実学に勤め徳を養う」を校訓としていた。

### 教育および研究
- 浦和大学短期大学部は介護福祉士の養成に力を入れており、学生は実践研究レポート集の作成と発表が義務付けられていた。

### 学風および特色
- 浦和大学短期大学部は「豊かな人間性と専門的知識・技術・職業意識を身につけた介護福祉士の養成」が教育目標とされているところに特徴があった。

## 沿革
- 1946年
  - 5月 埼玉県浦和市[注 5]岸町4-111番地に九里総一郎私塾が創設される[7]。
- 1947年
  - 4月 珠算科・簿記科・英語科設置。
- 1949年
  - 5月 浦和実業専門学院設立。本科・経理科設置。
- 1956年
  - 4月 商科・夜間部設置。
- 1959年
  - 12月 学校法人浦和実業学園が成立[8]。
- 1977年
  - 6月 法人名を学校法人九里学園に改称
- 1986年
  - 12月23日 左記を以て文部省[注 6]より短期大学の設置が認可される[注 7]
- 1987年
  - 4月1日 浦和短期大学（うらわたんきだいがく）が以下の学科体制にて開学[注 8]。
    - 経営科[注釈 2]
    - 英語科[注釈 2]

  - 5月1日 学生数[14]/定員
    - 経営科 192[注 9]/100
    - 英語科 168[注 10]/100
- 1988年
  - 5月1日 学生数[15]/定員
    - 経営科 293[注 11]/200
    - 英語科 269[注釈 3]/200
- 1990年
  - 4月1日 以下、入学定員増あり[注 12]。
    - 経営科 100→150
    - 英語科 100→150

  - 5月1日 学生数[20]/定員
    - 経営科 318[注 13]/250
    - 英語科 308[注釈 3]/250
- 1992年
  - 5月1日 学生数[注 14]/定員
    - 経営科 394[注 15]/300
    - 英語科 421[注 16]/300
- 1997年
  - 4月1日 以下の学科を増設する[23]。
    - 福祉科
      - 社会福祉専攻 入学定員100名
      - 介護福祉専攻 入学定員80名

  - 5月1日 学生数[24]/定員
    - 経営科 390[注 17]/300
    - 英語科 368[注 18]/300
    - 福祉科 229[注 19]/180
- 1998年
  - 5月1日 学生数[25]/定員
    - 経営科 390[注 20]/300
    - 英語科 354[注 21]/300
    - 福祉科 437[注 22]/360
- 1999年
  - 5月1日 学生数[26]/定員
    - 経営科 394[注 23]/300
    - 英語科 285[注 24]/300
    - 福祉科 432[注 25]/360
- 2000年
  - 4月1日 英語科の入学定員を150→140に減員[注 26]。
- 2001年
  - 4月1日 以下、入学定員を変更する[注 27]。
    - 英語科 140→80
    - 福祉科
      - 社会福祉専攻 100→130
      - 介護福祉専攻 80→100
- 2002年
  - 4月1日
    - 以下、入学定員を変更する[注 28]。
    - 英語科 80→70[36]
    - 以下については、この年度で学生募集を最終とする[注 29]。
      - 福祉科社会福祉専攻[注 30]
- 2003年
  - 4月1日 浦和大学短期大学部に改称し以下、入学定員を変更する[注 31]。
    - 経営科→経営情報科
    - 英語科→英語コミュニケーション科[注 32]
- 2004年
  - 4月1日
    - この年度の入学生より福祉科介護福祉専攻を以下の通り改組する[注 33]。
      - 介護福祉科 入学定員100名右記資料も参照のこと[注 34]

    - 英語コミュニケーション科の入学定員を60→50に減員[42]。
- 2006年
  - 4月1日 以下の学科については、この年度で学生募集を最終とする[注 35]。
    - 経営情報科[注釈 4]
    - 英語コミュニケーション科[注釈 4]
- 2015年
  - 4月1日 介護福祉科の入学定員を100→60に減員[注 36]。
- 2020年
  - 4月1日 この年度で短期大学としての学生募集を最終とする[注釈 1]。
- 2022年
  - 8月25日 左記をもって正式に廃止となる[6]。

## 基礎データ

### 所在地
- 埼玉県さいたま市緑区大崎3551[注釈 5]

### 交通アクセス
- JR武蔵野線東川口駅南口・埼玉高速鉄道線東川口駅出口1からスクールバス
- 埼玉高速鉄道線浦和美園駅出口3からスクールバス
- JR高崎線・宇都宮線・京浜東北線浦和駅西口から国際興業バス、「浦和大学」バス停留所下車

### 象徴
- 右記資料にあり[9]。

## 教育および研究

### 組織

#### 学科
- 介護福祉科 入学定員60名[注 37]

##### 学科の変遷
- 経営情報科 入学定員150名[注釈 6]
- 英語コミュニケーション学科 入学定員50名[注釈 6]
- 福祉科
  - 社会福祉専攻 入学定員130名[注 38]
  - 介護福祉専攻→介護福祉学科

##### 取得資格について
- - 介護福祉士資格の取得が可能だった。
- 中学校教諭二種免許状
  - 英語[53]
  - 社会[53]

### 研究
- 『意味論から見た英語の構造』[54]

## 学生生活

### 部活動・クラブ活動・サークル活動
- 浦和大学短期大学部にあったクラブ活動
  - 文化系：絵画部　華道部　茶道部　手話サークル　情報システムクラブ　（キリスト教系短大ではないが）聖書研究会　メディアフォーラム　軽音楽サークル　ウラワ・コミュニケーション・クラブ　ウインドオーケストラ　ピアノサークル　ヴォーカルボディーワークサークル　シュガー（菓子作り）　ふぁみりあ（ボランティア団体）　漫画・冊子研究作成会などがあった。
  - 体育系：硬式テニス部　フットサル部　女子フットサル部　スキー・スノーボード部　ダンスサークル　エイサークル　バスケットボール部　バドミントン部　バレーボール部　サッカー部　卓球部　スケボー部　野球部　ランニングサークル　ソフトテニスサークルなどがあった。
  - その他:福祉キャンプカウンセラー部　福祉レクリエーション部　高齢者・障害者スポーツ指導者クラブ　踊りプロジェクトチームなどがあった。

### 学園祭
- 浦和大学短期大学部の学園祭は「しらさぎ祭」といい、毎年10月に2日間行われていた。

## 大学関係者と組織

### 大学関係者組織
- 浦和大学短期大学部（浦和短期大学含む）介護福祉科を後援する組織として「九里総合福祉文化研究所」があった。

### 歴代学長
- 九里總一郎：1987年4月〜1997年3月
- 九里秀一郎：1997年4月〜2001年3月
- 大貫稔：2001年4月〜2004年3月
- 黒澤貞夫：2004年4月〜2007年3月
- 八木浩輔：2007年4月〜2011年3月
- 大内誠：2011年4月〜2015年3月
- 大久保秀子：2015年4月〜2019年3月
- 久田有：2019年4月～2022年3月

### 学科長
- 介護福祉学科長：松嵜久実

## 施設

### キャンパス

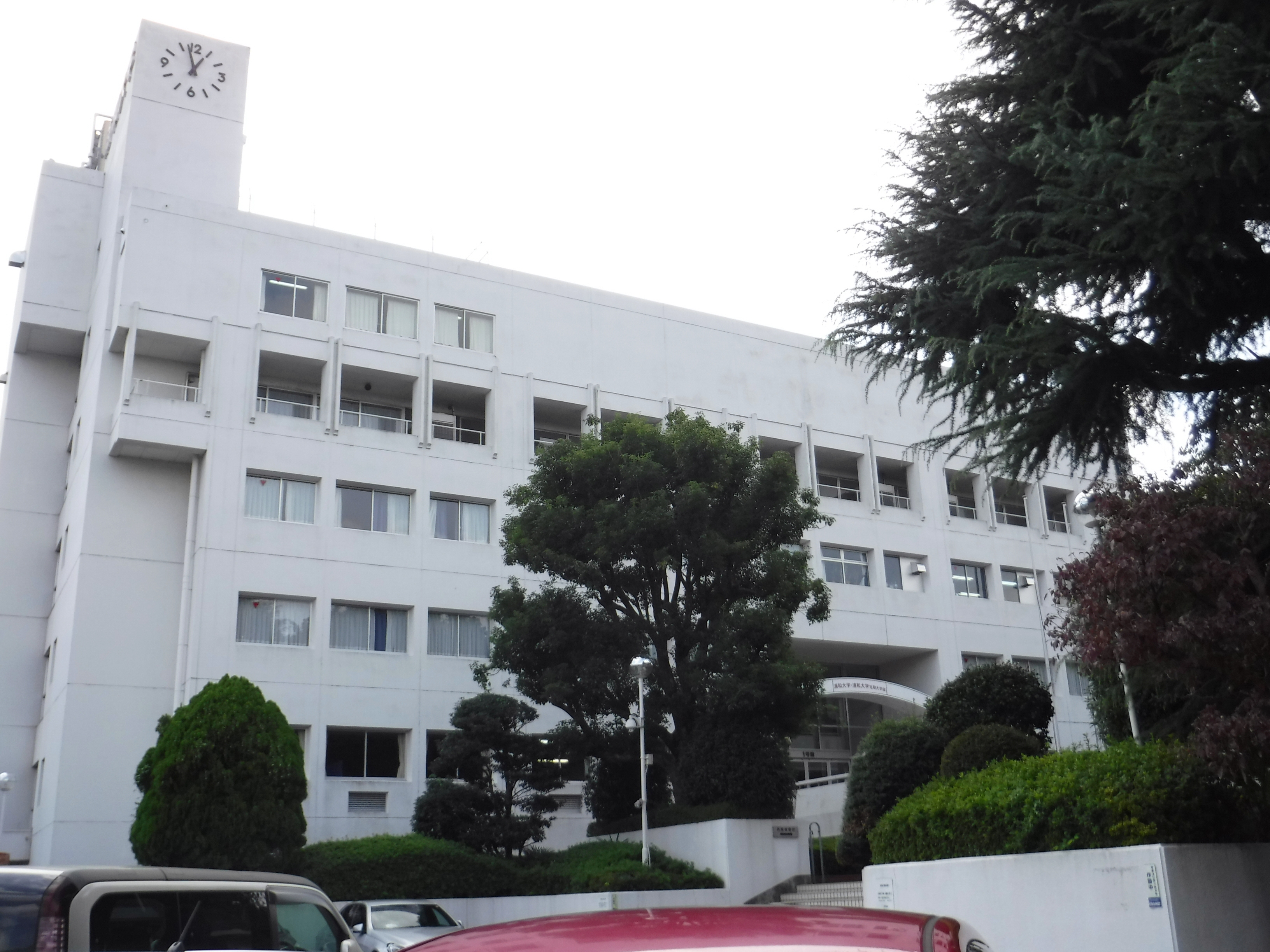
1号館

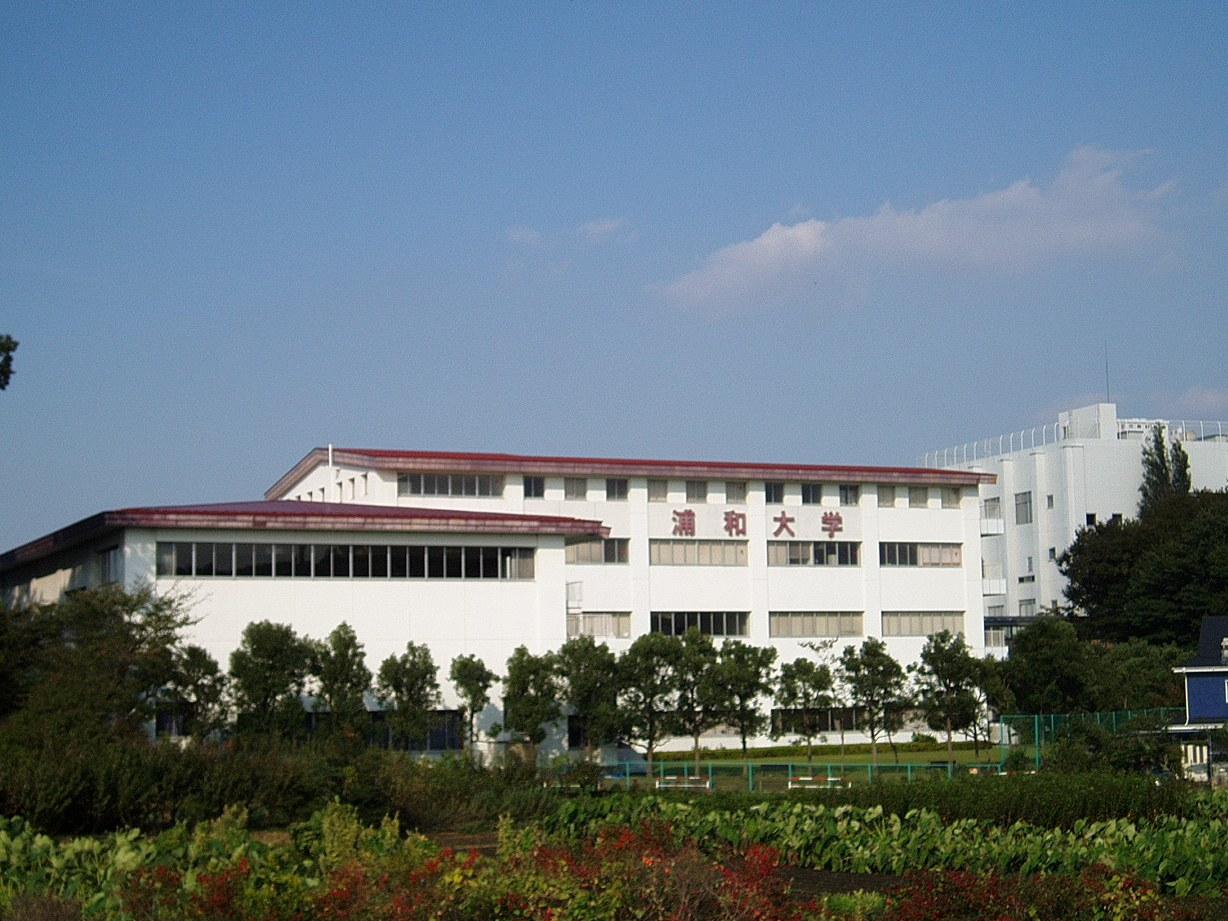
3号館・多目的ホール（学生食堂）

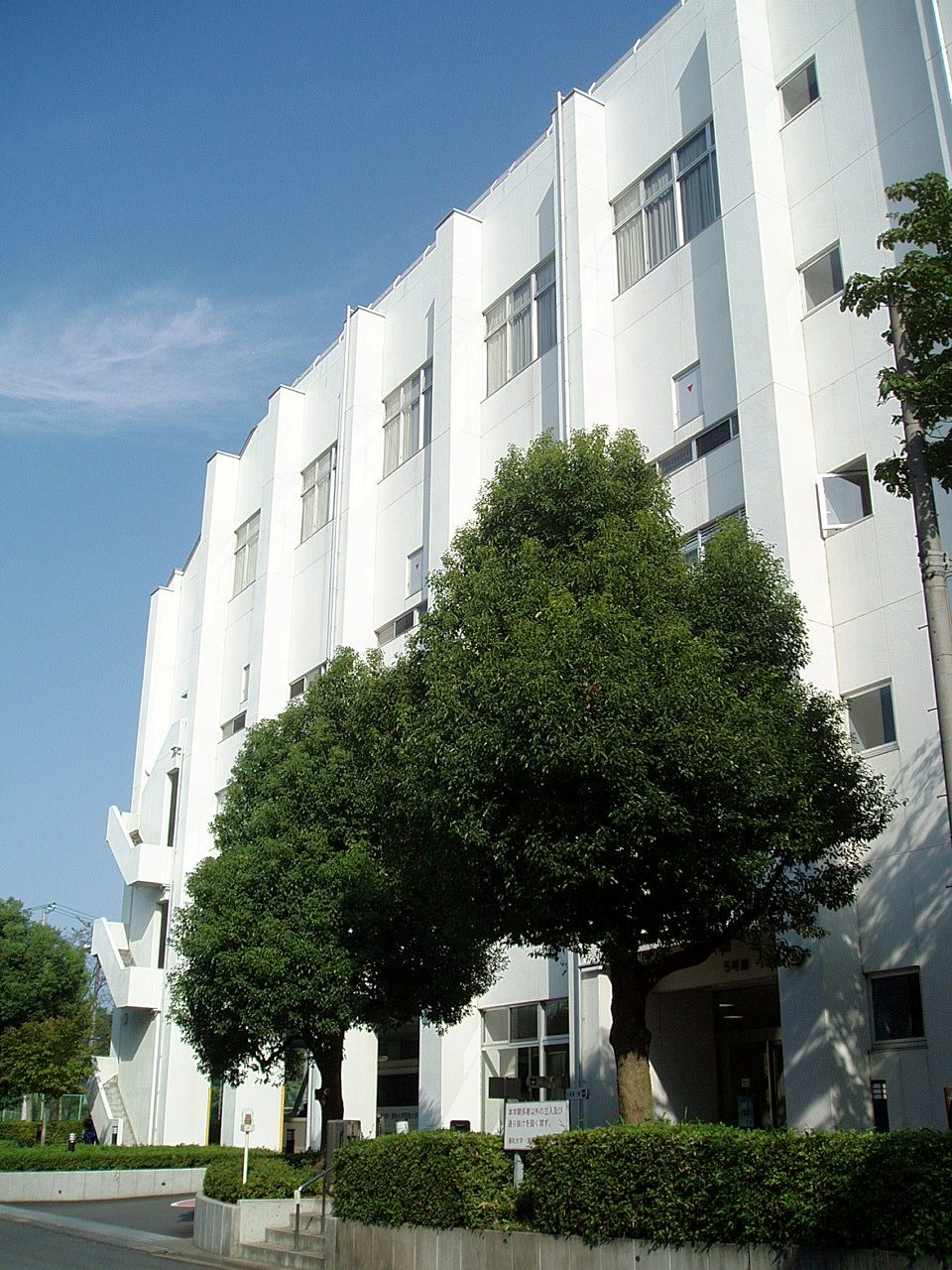
5号館（図書館・体育館）

- 体育館
- クノリ・メモリアルホール
- グラウンド
- 介護実習室
- 入浴実習室
- ニューメディア室（情報教育施設）

## 対外関係

### 他大学との協定
- かつて、オーストラリアのクイーンズランド大学やアメリカのハワイ大学と協定を結んでいた。

### 系列校
- 浦和大学
- 浦和実業学園中学校・高等学校

## 社会との関わり
- 学内の教育・研究成果を学外で直接役立てることができる「認知症サポーター養成講座」を開催していた。

## 卒業後の進路について

### 就職について
- 介護福祉学科（福祉科介護福祉専攻）では、大半が介護職をはじめ福祉関係の仕事に就いている。

### 編入学・進学実績
- 併設の浦和大学以外では以下の実績があった。
  - 経営科および経営情報科：駿河台大学・平成国際大学・中央大学・産業能率大学ほか
  - 英語科および英語コミュニケーション科：東洋学園大学・駒澤大学・東京経済大学・桜美林大学ほか
  - 福祉科および介護福祉科：埼玉県立大学・淑徳大学・城西国際大学・帝京平成大学・つくば国際大学・埼玉学園大学ほか